# Bredviken, Kimitoön
Bredviken är en vik i Finland. Den ligger i kommunen Kimitoön i landskapet Egentliga Finland, i den södra delen av landet, 120 km väster om huvudstaden Helsingfors.